# Charlotte Morel
Pour les articles homonymes, voir Morel.
Charlotte Morel, née le 16 janvier 1989 à Draguignan en France, est une triathlète professionnelle française. Double championne de France de triathlon longue distance en 2015 et 2016.

## Biographie

### Jeunesse
Charlotte Morel pratique dans un premier temps la natation et le Cross-country. Puis, en 2003, son oncle Didier Morel (triathlète au club de Draguignan) l'inscrit à sa première épreuve ; elle découvre alors le triathlon dans la catégorie minime et se qualifie dès sa première course pour les championnats de France où elle termine 4e.
L'année suivante elle devient vice-championne de France de triathlon et entre au Pôle espoir de Boulouris (CREPS PACA). Prise en charge par Pierre Houseaux, elle remporte alors les championnats de France de triathlon et ceux de duathlon en cadette. Bien que cadette, elle est sélectionnée en équipe de France junior de triathlon et participe à son premier championnat d'Europe à Alexandroúpoli où elle finit à la 33e place. L'année suivante, en cadette 2, elle est de nouveau sacrée championne de France de triathlon et de duathlon sous les couleurs de son nouveau club, Beauvais Triathlon. Sélectionnée une nouvelle fois en équipe de France de triathlon, elle se classe 13e lors des championnats d'Europe de triathlon à Autun et 6e des championnats du monde à Lausanne (Suisse). Puis vient la catégorie junior en 2007 où elle rafle tous les titres nationaux de la catégorie, mais remporte également le championnat de France en étant surclassée et finit 2e élite. De plus, elle finit 6e des championnats d'Europe de triathlon junior à Copenhague et également 6e des championnats du monde junior à Hambourg.

### Carrière professionnelle
Charlotte Morel devient triathlète professionnelle en février 2008, s'engageant dans l'armée en tant que triathlète. Diplômée d'un master en nutrition activité physique et santé et dotée d'une licence en entrainement sportif, elle démarre en 2013 une activité d’entraîneur en parallèle de sa carrière sportive.
De 2008 à 2014, elle participe principalement à des compétitions sur distance M et prend part à plusieurs étapes de la coupe d'Europe et réalise plusieurs podiums. En 2014, elle commence sur longue distance et remporte le Natureman compétition longue distance. 
En 2015, elle remporte le championnat de France de triathlon longue distance à Gravelines son compagnon dans la vie, le triathlète professionnel Frédéric Belaubre faisant de même chez les hommes. Ils remportent tous les deux dans leur classement respectif en juillet 2015, le triathlon M de l'Alpe d'Huez. Elle conserve en 2016, son titre de championne de France lors de l'épreuve longue distance qui se déroule en juin à Baudreix dans les Pyrénées-Atlantiques.
Elle prend part en 2016 à la 33e édition de l'Embrunman et monte sur la deuxième marche du podium, pour sa première participation à une compétition sur distance ironman. Cette édition se déroule sous une forte chaleur et le plateau relevé donne lieu à des affrontements de haut niveau entre les prétendantes au titre. Charlotte Morel après avoir tenue la tête de course jusqu'au milieu du marathon cède la première place à l'Australienne Carrie Lester multiple vainqueur sur le circuit Ironman.

### Projet de reconversion
En 2014, Charlotte Morel et  son compagnon Frédéric Belaubre  créent leur structure d'entraînement personnalisé en triathlon, sous l’appellation de « Ma Tribu » (« My Tribe ») la marque est déposée et propose divers services autour du triathlon et de ses équipements.

## Palmarès
Le tableau présente les résultats les plus significatifs (podium) obtenus sur le circuit national et international de triathlon depuis 2008,.
| Année                                 | Compétition                              | Pays               | Position           | Temps            |
| ------------------------------------- | ---------------------------------------- | ------------------ | ------------------ | ---------------- |
| 2019                                  | Natureman                                | France             | Médaille d'or      | 5 h 12 min 46 s  |
| 2019                                  | Ventouxman                               | France             | Médaille de bronze | 5 h 45 min 6 s   |
| 2018                                  | Embrunman                                | France             | Médaille d'argent  | 11 h 6 min 28 s  |
| 2017                                  | Championnat de France longue distance    | France             | Médaille d'or      | 4 h 35 min 43 s  |
| 2017                                  | Embrunman                                | France             | Médaille de bronze | 11 h 4 min 19 s  |
| 2016                                  | Embrunman                                | France             | Médaille d'argent  | 10 h 48 min 58 s |
| Championnat de France longue distance | France                                   | Médaille d'or      | 5 h 42 min 48 s    |                  |
| 2015                                  | Championnat de France longue distance    | France             | Médaille d'or      | 4 h 33 min 11 s  |
| 2014                                  | Natureman                                | France             | v                  | 4 h 47 min 29 s  |
| 2014                                  | Triathlon de Gérardmer CD                | France             | Médaille d'argent  | 2 h 27 min 35 s  |
| 2013                                  | Triathlon de Gérardmer CD                | France             | Médaille d'or      | 2 h 20 min 7 s   |
| 2013                                  | Coupe du monde - l'étape de Guatapé      | Colombie           | Médaille de bronze | 2 h 15 min 32 s  |
| 2013                                  | Coupe d'Europe - l'étape de Genève       | Suisse             | Médaille de bronze | 2 h 15 min 37 s  |
| 2013                                  | Coupe d'Europe - l'étape de Karlovy Vary | République tchèque | Médaille de bronze | 2 h 6 min 12 s   |
| 2012                                  | Triathlon EDF Alpe d'Huez CD             | France             | Médaille d'or      | 2 h 12 min 17 s  |
| 2012                                  | Championnat de France                    | France             | Médaille de bronze | 1 h 0 min 58 s   |
| 2012                                  | Championnats du monde militaire          | Suisse             | Médaille de bronze | 2 h 2 min 45 s   |
| 2011                                  | Championnat de France                    | France             | Médaille d'argent  | 1 h 2 min 45 s   |
| 2010                                  | Championnat de France                    | France             | Médaille de bronze | 2 h 11 min 59 s  |
| 2009                                  | Championnat de France                    | France             | Médaille de bronze | Timing           |
| 2008                                  | Triathlon EDF Alpe d'Huez CD             | France             | Médaille d'or      | 2 h 17 min 39 s  |